# Ramtel
Ramtel ist ein Stadtteil am östlichen Stadtrand von Leonberg in Baden-Württemberg.

## Geographie
Ramtel liegt, naturräumlich gesehen, wie auch noch der Leonberger Stadtkern etwas weiter in dieser Richtung, am Nordwestrand des Unterraums Glemswald-Randhöhen des Glemswaldes. Es steht am rechten Hang des Tals der eben aus dem Inneren Glemswald ausgetretenen Glems und auf dem anschließenden Hochplateau des kleinen Sporns Bock auf Höhen von etwa 370 bis 475 m ü. NHN. Im Untergrund stehen Mittelkeuper-Schichten an, größtenteils der Gipskeuper (Grabfeld-Formation), auf den höchsten Lagen am Nordostrand nach der letzten von drei nahen, fast parallelen Störungslinien übergangslos der geologisch höhere Stubensandstein (Löwenstein-Formation).
Ein Messtischblatt aus den 1920er Jahren zeigt im Bereich des heutigen Stadtteils noch keine Besiedlung.

## Stadtentwicklung
Vor dem Krieg gab es hier nur vereinzelte Häuser. Das Gebiet war durch die Reichsautobahn von Leonberg und Eltingen getrennt. In der Nachkriegszeit wurden überwiegend Reihen- und Mehrfamilienhäuser gebaut. Die neu hinzugekommenen Bewohner waren meist Flüchtlinge aus den ehemaligen Ostgebieten. In den späten siebziger Jahren kamen gehobene Wohngebiete in Hanglage hinzu. Auf Grund der hohen Grundstückspreise ist die Bebauung auch hier vergleichsweise dicht. Industriebauten am östlichen Stadtteilrand wurden in den letzten Jahren zum Teil durch Bürogebäude ersetzt. 
Beispiele zeitgenössischer Architektur aus den 1960er Jahren sind die Marie-Curie-Schule und die nahe gelegene Versöhnungskirche. Die Lebensqualität im Ortsteil Ramtel hat sich durch den Bau des Engelberg-Basistunnels der Autobahn 81 erheblich verbessert. Dennoch ist Ramtel eine Wohnsiedlung ohne Ortskern und ohne gewachsene Infrastruktur. Einkaufsmöglichkeiten sind durch die Ansiedelung von mehreren Diskountern, einer Apotheke, eines Optikers, zwei Bäckereien, eines Metzgers sowie einer Getränkehandlung gegeben.

## Bedeutende Persönlichkeiten
- Von 1961 bis 1993 lebte der Architekt Karl-Hans Neumann im Ramtel.